# 통신 링크
네트워크 상에서 통신 링크(영어: link)란 일반적으로 두 개 이상의 통신 매체가 데이터 전송을 위해 사용하는 여러 종류의 정보 전송 경로를 말한다.
링크는 유, 무선과 같이 물리적으로 생성할 수도 있고, 여러 링크를 묶어(터널링, Overlay 기법 등) 가상으로 생성할 수도 있다.

## 종류
- 점 대 점(유니캐스트)
- 브로드캐스트
- 멀티포인트
- 점 대 다지점
- 프라이빗 링크/퍼블릭 링크

## 방향

### 상향 링크
상향 링크(영어: uplink, UL, U/L)는 지상에 위치한 단말에서 위성 또는 항공기 등으로 신호를 송신하는데 사용되는 통신 링크의 한 부분이다. 상향링크는 하향링크의 반대이며, 상향 링크나 하향 링크는 리버스 링크 또는 포워드 링크와 구별된다. (아래 참조)

### 하향 링크
하향 링크(영어: downlink, DL)는 위성에서 지상국 방향의 링크이다.

### 포워드 링크
포워드 링크(영어: forward link)는 고정된 지점( 즉, 기지국 )에서 이동하는 사용자 방향의 링크이다. 만약 링크가 통신 중계 위성을 포함하고 있다면, 포워드링크는 상향링크 (기지국에서 위성 방향)과 하향링크 (위성에서 사용자 방향) 모두를 포함하게 된다.

### 리버스 링크
리턴 링크(영어: return link)로도 불리는 리버스 링크(영어: reverse link)는 이동하는 사용자에서 고정된 기지국 방향의 링크이다.
만약 링크에 통신 중계 위성이 포함되어 있다면, 리버스 링크는 1/2 홉이 되는 상향 링크(기지국에서 위성 방향)과 하향 링크(위성에서 사용자 방향) 모두를 포함하게 된다.